# Diplotaxis cribratella
Diplotaxis cribratella är en skalbaggsart som beskrevs av Bates 1889. Diplotaxis cribratella ingår i släktet Diplotaxis och familjen Melolonthidae. Inga underarter finns listade i Catalogue of Life.